# Bantz J. Craddock
Bantz John Craddock (ur. 24 sierpnia 1949 w Parkersburgu) – generał Armii Stanów Zjednoczonych, w latach 2006–2009 naczelny dowódca Połączonych Sił Zbrojnych NATO.

## Życiorys
John Craddock ukończył West Virginia University i mianowany został oficerem wojsk pancernych. W 3 Dywizji Pancernej w Niemczech rozpoczął służbę, a następnie służył w Kentucky w Forcie Knox. Ukończył zaawansowany kurs oficerów wojsk pancernych i powrócił do służby w 3 Dywizji Pancernej na stanowisko dowódcy kompanii czołgów. Otrzymał przydział w 1981 do biura menadżera programu Abrams Tank Systems jako analityk systemowy, a następnie jako oficer wykonawczy. Ukończył Command and General Staff College i powrócił do Niemiec, gdzie został dowódcą 4 Batalionu 64 Brygady Pancernej 24 Dywizji Zmechanizowanej w Forcie Stewart w Georgii. Uczestniczył w operacjach „Pustynna tarcza” i „Pustynna burza”, a później wyznaczony na asystenta szefa Sztabu 24 Dywizji Zmechanizowanej. Ukończył US Army War College i został dowódcą 194 Samodzielnej Brygady Pancernej. Asystent szefa sztabu do spraw operacyjnych w Dowództwie III Korpusu w Forcie Hood w Teksasie. Wyznaczony został w 1996 w Kolegium Połączonych Sztabów w Pentagonie na stanowisko asystenta – zastępcy dyrektora J-5. Powrócił do Niemiec w 1998 na stanowisko asystenta dowódcy 1 Dywizji Zmechanizowanej. W niedługim czasie wyznaczony został na dowódcę sił Stanów Zjednoczonych biorących udział w początkowej fazie operacji w Kosowie. Pełnił również funkcję komendanta centrum treningowego 7 Armii Stanów Zjednoczonych w Europie, a następnie dowódcy 1 Dywizji Zmechanizowanej. Był starszym asystentem sekretarza obrony Stanów Zjednoczonych przed wyznaczeniem na dowódcę Dowództwa Południowego Stanów Zjednoczonych. Mianowany został w listopadzie 2006 na dowódcę Sojuszniczego Dowództwa Operacyjnego NATO w Belgii. W dniach 15–16 lutego 2007 spotkał się w Warszawie z szefem Sztabu Generalnego Wojska Polskiego Franciszkiem Gągorem oraz z ministrem obrony narodowej Aleksandrem Szczygło.